# Дерягино (Удомельский район)
Дерягино — деревня в Удомельском городском округе Тверской области.

## География
Деревня находится в северной части Тверской области на расстоянии приблизительно 10 км на юго-запад по прямой от железнодорожного вокзала города Удомля.

## История
Известна с 1478 года. В 1859 году владение помещиков Глазатовых и Колокольцевой. Дворов (хозяйств) в ней было 6 (1478 год), 20 (1859),32 (1886), 25 (1911), 51 (1958), 91 (1986), 78 (2000). В советское время работали колхозы «Дерягино», им. Молотова и «Рассвет». До 2015 года входила в состав Удомельского сельского поселения до упразднения последнего. С 2015 года в составе Удомельского городского округа.

## Население
Численность населения: 180 человек (1859 год), 156(1886), 153 (1911), 129 (1958), 236 (1986), 192 (русские 94 %) в 2002 году, 171 в 2010.